# WASP-42
WASP-42 — звезда, которая находится в созвездии Центавр на расстоянии приблизительно 521 светового года от нас. Вокруг звезды обращается, как минимум, одна планета.

## Характеристики
WASP-42 представляет собой звезду 12,5 видимой звёздной величины; впервые упоминается в каталоге 2MASS под наименованием 2MASS J12515557–4204249. WASP-42 принадлежит к классу оранжевых карликов. Её масса и радиус составляют 89% и 87% солнечных соответственно. Температура поверхности звезды приблизительно равна 5200 кельвинов, что значительно ниже, чем у нашего дневного светила.

## Планетная система
В 2012 году группой астрономов, работающих в рамках программы SuperWASP, было объявлено об открытии  планеты WASP-42 b в системе. Это типичный горячий юпитер, имеющий эффективную температуру 995 кельвинов. Он обращается на расстоянии 0,04 а.е. от родительской звезды, совершая полный оборот за почти пять суток. Открытие планеты было совершено транзитным методом.